# پیازچه

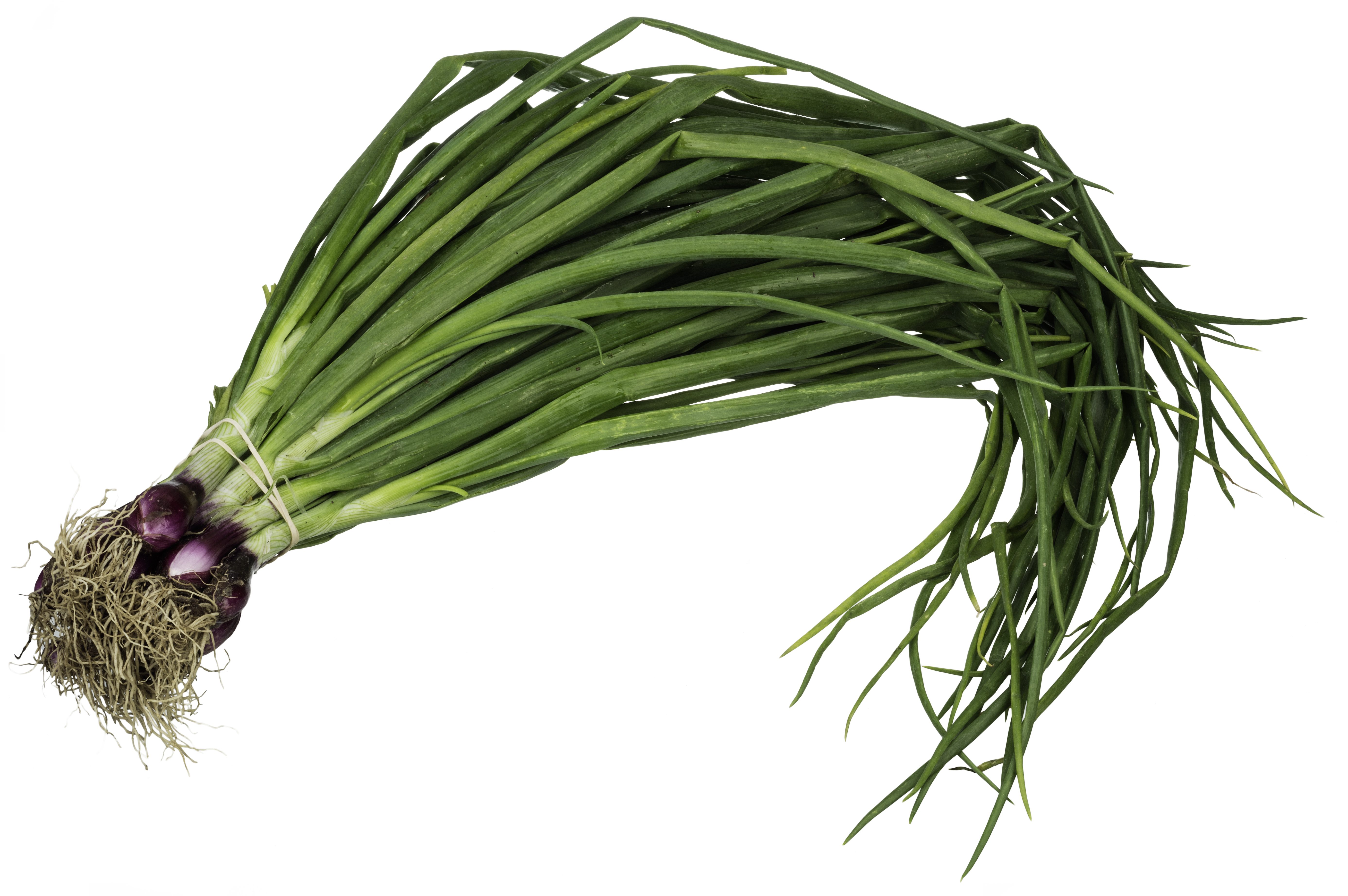
یک دسته پیازچه

پیازچه، نوش‌پیاز یا پیاز بهاره (به انگلیسی: Scallion) نوعی تره‌پیاز از سرده والک است که پس از بلوغ دارای سر گلوله‌وار می‌گردد.

## مصرف خوراکی

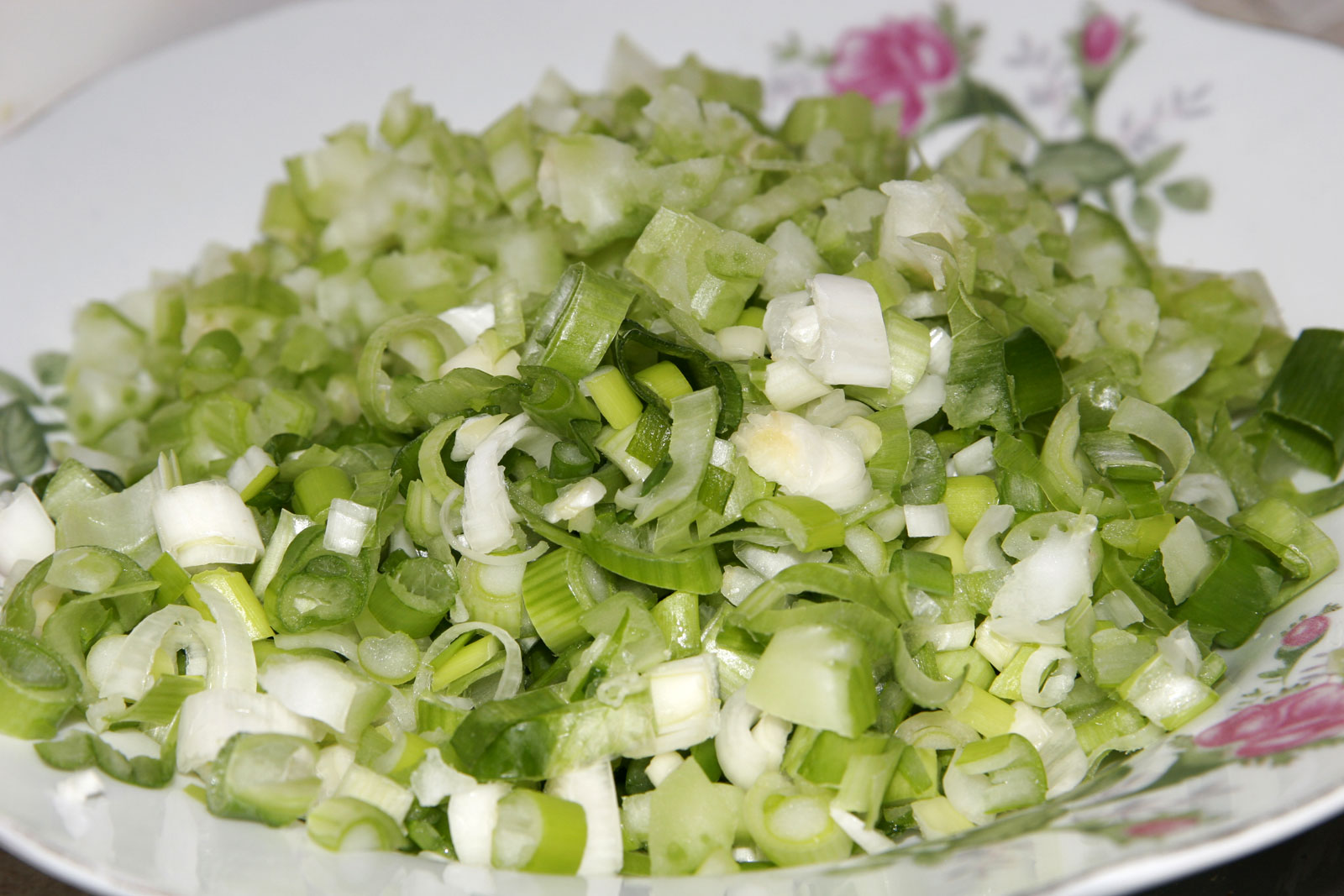
پیازچه خردشده

پیازچه قابلیت استفادهٔ خام به عنوان سبزی یا یکی از اجزای سالاد را دارد که بیشتر در آمریکای شمالی می‌باشد؛ اما در آسیای شرقی بیشتر به صورت پخته یا سرخ شده مصرف می‌گردد.